# Ліпяни
Ліпяни (пол. Lipiany, нім. Lippehne) — місто в західній Польщі.
На 31 березня 2014 року, у місті було 4 068 жителів.

## Демографія
Демографічна структура станом на 31 березня 2011 року:
|          | Загалом | Допрацездатний вік | Працездатний вік | Постпрацездатний вік |
| -------- | ------- | ------------------ | ---------------- | -------------------- |
| Чоловіки | 2057    | 369                | 1493             | 195                  |
| Жінки    | 2147    | 366                | 1269             | 512                  |
| Разом    | 4204    | 735                | 2762             | 707                  |